# Yangtze River Express
Yangtze River Express Airlines Company Limited, що діє як Yangtze River Express (кит.: 扬子江快运航空公司扬子江快运航空公司), — китайська авіакомпанія зі штаб-квартирою в Шанхаї (КНР), що працює в сфері вантажних та пасажирських перевезень всередині країни і за її межами.
Портом приписки перевізника і його головним транзитним вузлом (хабом) є Шанхай міжнародний аеропорт Пудун.

## Історія
Yangtze River Express була заснована 15 січня 2003 року як друга в Китаї після China Cargo Airlines вантажна авіакомпанія країни. Власниками перевізника стали конгломерат HNA Group (85 %), його дочірня авіакомпанія Hainan Airlines (5 %) і Shanghai Airport Group (10 %). У знову утворену компанію були передані всі вантажні операції Hainan Airlines, Xinhua China Airlines, Chang An Airlines і Shanxi Airlines, що входили в конгломерат «Hainan Air Group» (надалі — HNA Group).
У 2006 році структура власників змінилася: 49 % акцій Yangtze River Express відійшли консорціуму гонконгських компаній China Airlines, Yang Ming Marine Transport Corporation, Wan Hai Lines і China Container Express Lines, 51 % акцій залишився в HNA Group. China Airlines при цьому отримала чверть акцій китайської авіакомпанії.

## Маршрутна мережа
Вантажні
Yangtze River Express має дозвіл на вантажні перевезення в Новосибірськ, Даллас/Форт-Уерт і Лос-Анджелес з літа 2009 року. З 2010 року компанія працює на напрямках із Шанхая в Тяньцзінь (Біньхай), Прагу, Люксембург і Амстердам
15 грудня 2015 року авіакомпанія запустила пасажирські перевезення, виконавши свої перші регулярні рейси на Boeing 737-800 з міжнародного аеропорту Шанхаю Пудун у міжнародний аеропорт Гуйян Лундунбао, міжнародний аеропорт Санья Фенхуан і аеропорт Чжухай Саньцзао. На початку наступного року Yangtze River Express отримала дозвіл на організацію міжнародних перевезень із Шанхая в Гонконг, Макао і Китайську Республіку.

## Флот

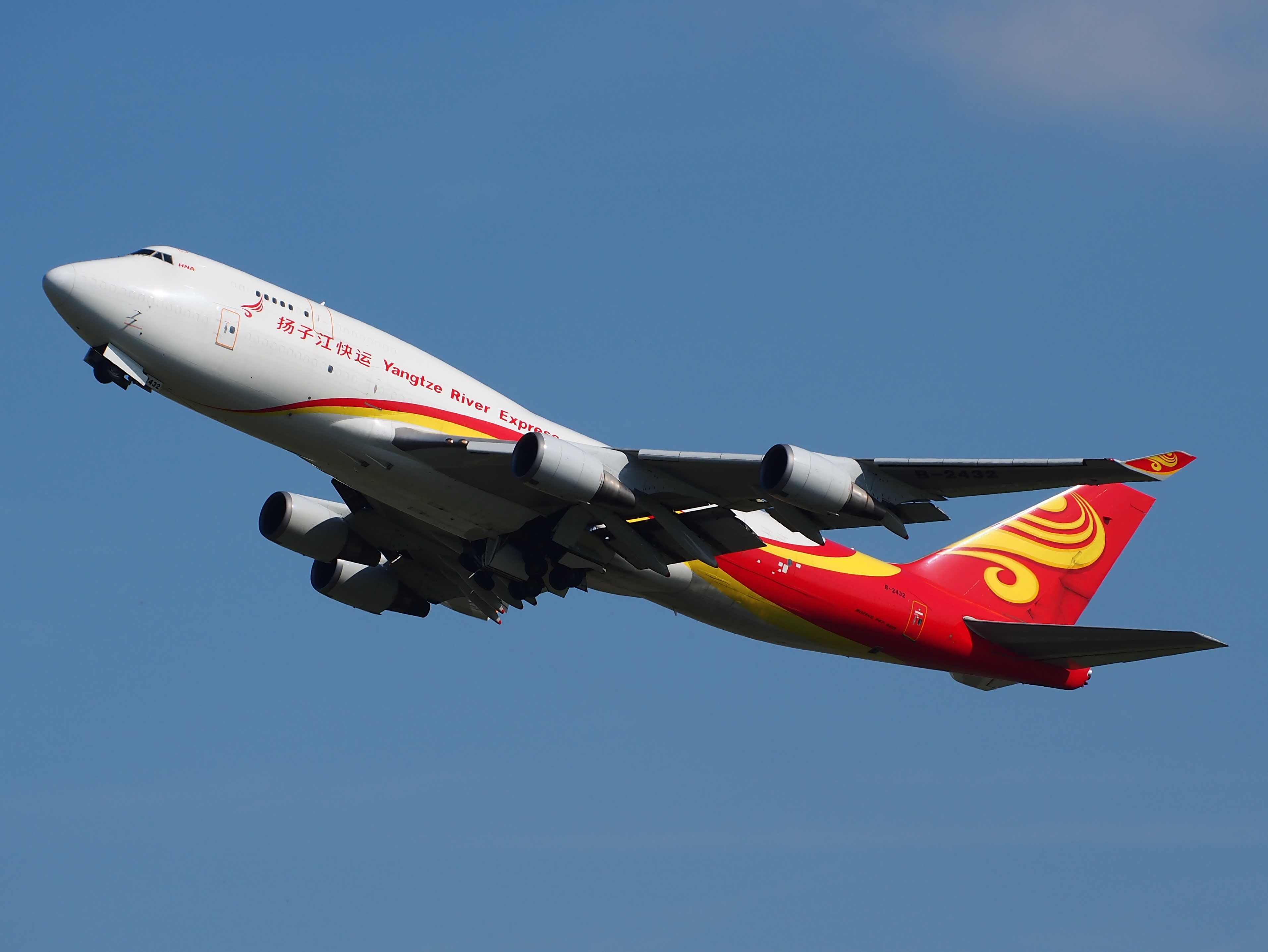
Boeing 747-400BDSF авіакомпанії Yangtze River Express

В кінці грудня 2015 року повітряний флот авіакомпанії Yangtze River Express складали наступні літаки: